# Tectaria shahidaniana
Tectaria shahidaniana är en ormbunkeart som beskrevs av Rusea. Tectaria shahidaniana ingår i släktet Tectaria och familjen Tectariaceae. Inga underarter finns listade.